# Trascrizione delle lingue australiane aborigene

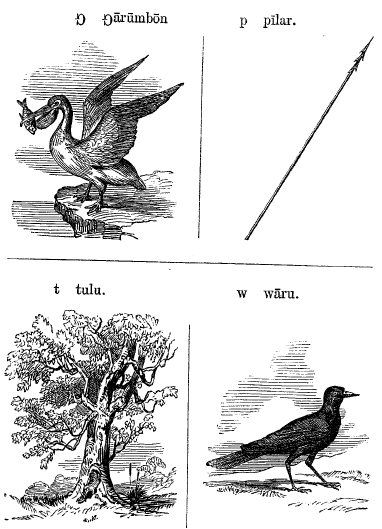
Illustrazione da una pubblicazione del 1856 con la riproduzione delle lettere della lingua gamilaraay dell'epoca. Da notare l'uso della lettera "/[ŋ]/" e del segno diacritico "¯" (macron).

Prima dell'arrivo degli europei le lingue degli aborigeni australiani erano esclusivamente parlate, prive di alcun sistema di scrittura. Per la trascrizione delle lingue australiane aborigene dovette allora, giocoforza, essere utilizzato l'alfabeto latino dei colonizzatori ma le modalità di trascrizione dei diversi fonemi hanno subito, sia nel tempo sia tra i diversi autori, notevoli variazioni con il risultato di dare luogo a varianti, anche piuttosto difformi, nella rappresentazione della medesima parola.

## Trascrizione antica
Inizialmente le lingue australiane vennero trascritte mediante l'utilizzo delle convenzioni fonetiche della lingua inglese, ed a seconda di come i suoni venivano percepiti dal traduttore: in seguito a ciò alcuni suoni che risultavano distinti nella lingua aborigena ma non in lingua inglese venivano scritti in maniera identica, mentre fonemi allofoni nella lingua aborigena ma distinti in inglese venivano resi differentemente.
La maggior parte delle parole di origine aborigena utilizzate dalla lingua inglese utilizzano tale iniziale convenzione, in tal modo mal riproducendo l'originaria pronuncia dei lemmi.
| Lingua          | Parola | Trascrizione antica         | Trascrizione moderna | Pronuncia (IPA) | Note |
| --------------- | ------ | --------------------------- | -------------------- | --------------- | --- |
| Guugu Yimidhirr | lingua | unjar (1770) ngandar (1901) | nganhdhaar (1979)    | [ŋan̪d̪aːɻ]       | In alcune trascrizioni antiche vi era la perdita dell'iniziale [ŋ], e la non corretta distinzione delle consonanti dentali.                                  |
| Gamilaraay      | miele  | wuddul (1903)               | warrul (1993)        | [waɾul]         | In alcune trascrizioni antiche non vi era una corretta distinzione tra [ɾ] e [d], allofone in lingua inglese ma distinte nelle lingue australiane aborigene. |

Alcuni trascrittori, in possesso di maggiori conoscenze di linguistica, hanno talora utilizzato simboli quali ŋ o ġ per rendere /ŋ/, ñ per /ɲ/, il simbolo macron (¯) o l'accento circonflesso (^) per le vocali lunghe, o il simbolo (˘) per le vocali brevi, ma tali simboli venivano spesso utilizzati in maniera incoerente.

## Ortografia pratica moderna
I linguisti che si occupano, al giorno d'oggi, delle lingue australiane utilizzano volutamente ortografie fonemiche non ambigue, di modo che ciascuna parola pronunciata possa essere trascritta in maniera univoca e che ciascuna parola scritta possa essere pronunciata in un unico modo.
Spesso, ma non sempre, la moderna ortografia pratica utilizza esclusivamente le lettere dell'alfabeto latino di base: ciò comporta la necessità dell'uso di digrafi per quei fonemi che non hanno un corrispondente carattere standard; in alcuni casi questo fatto può portare ad ambiguità nella trascrizione, ad esempio nel caso in cui il suono /ŋ/ ed il gruppo di consonanti /nɡ/ possono essere trascritti entrambi come ng. In tal caso la distinzione viene solitamente resa mediante la rappresentazione del gruppo di consonanti tramite n.g (con l'inserimento di un punto), n'g (con l'inserimento di un apostrofo), o nk.

### Vocali e semivocali
Molte lingue aborigene australiane distinguono solo tre vocali, trascritte come i, a ed u. Anche se talora queste possono assumere suoni simili ad e od o, non vengono comunque trascritte come e ed o. In lingua martuthunira, ad esempio, la parola wirrirri (fiamma) viene pronunciata all'incirca come werrerree [weɾeɾɪ].
Le vocali lunghe sono rappresentate per mezzo del raddoppio delle lettere. Ad esempio: ii /iː/, aa /aː/, uu /uː/.
Le semivocali w e y vengono generalmente pronunciate come in inglese; in alcune delle lingue aborigene la w non viene pronunciata se segue una u e la y non lo è quando segue una i, ma, per varie ragioni, i linguisti possono decidere di riportare tali lettere nella trascrizione così, ad esempio, la parola yinarr (donna) in lingua gamilaraay viene pronunciata come inarr [inar].
Alcune delle lingue aborigene utilizzano una semivocale dentale, che viene scritta come yh.

### Consonantirotiche
Le lingue aborigene, per la maggior parte, hanno due consonanti rotiche (suoni simili alla r): una approssimante retroflessa, come nell'inglese americano, che viene scritta come r; ed una resa come vibrante o come flap (entrambi presenti nella lingua spagnola), scritta come rr.
Nelle lingue che presentano una sola delle due tipologie di r, questa viene resa - semplicemente - come r.

### Consonanti per luogo di articolazione
Le consonanti bilabiali, velari e alveolari vengono normalmente trascritte come in inglese, ovvero: p /p/, b /b/, m /m/, k /k/, g /ɡ/, ng /ŋ/, t /t/, d /d/, n /n/, l /l/. Ng può venire trascritto come ŋ. Da notare che ng viene pronunciato come ng nella parola inglese singer, non come in finger; in quest'ultimo caso la trascrizione è ngg.
Le consonanti palatali vengono rappresentate da digrammi costituiti da una consonante alveolare + j, ad esempio: tj /c/, dj /ɟ/, nj /ɲ/, lj /ʎ/. Il simbolo J può essere utilizzato invece di dj, mentre ny può sostituire nj.
Le consonanti dentali sono trascritte per mezzo di un digrafo costituito dalla consonante alveolare + h, ovvero: th /t̪/, dh /d̪/, nh /n̪/, lh /l̪/. Da notare che th non è una fricativa come nell'inglese australiano, ma una fricativa dentale sorda come nell'inglese parlato in Irlanda.
Le consonanti retroflesse sono rappresentate da un digramma composto da r e una consonante alveolare, cioè rt /ʈ/, rd /ɖ/, rn /ɳ/, rl /ɭ/.
Una manciata di lungue ha consonanti palato-velari, a metà tra le palatali e le velari. Per il yanyuwa queste sono scritte yk /ɡ̟/, nyk /ⁿɡ̟/ (un'occlusiva prenasalizzata-vedi sotto), nyng /ŋ̟/.

### Sonorizzazione di occlusive
Gran parte delle lingue australiane non distinguono consonanti occlusive sonore e sorde così che, per esempio, t e d ricorrono entrambe come varianti del medesimo fonema.
Sia gli allofoni sordi che quelli sonori vengono normalmente scritti nello stesso modo: l'uso del simbolo sordo o sonoro varia in dipendenza della maggiore frequenza del suono nella lingua: alcune delle lingue aborigene sono, così, state trascritte da alcuni linguisti con l'uso del simbolo sonoro e da altri con il simbolo sordo, mentre alcuni linguisti utilizzano per le medesime consonanti il simbolo sordo per alcune lingue e quello sonoro per altre.

### Prenasalizzazione
Alcune delle lingue australiane aborigene fanno uso di consonanti prenasali:  in lingua yanyuwa queste vengono scritte come mb /mb/, ngk /ŋɡ/, nj /ɲɟ/, nth /ⁿd̪/, nd /ⁿd/, rnd /ɳɖ/.